# کشتار دره زیلان
کشتار دره زیلان (کردی: Komkujiya Zîlanê، ترکی: Zilan Katliamı یا Zilan Deresi Katliamı)، به کشتار هزاران غیرنظامی کرد توسط نیروی زمینی ترکیه در دره زیلان استان وان در تاریخ ۱۲ و ۱۳ ژوئیه ۱۹۳۰ رخ داد، اشاره دارد. این کشتار در زمان شورش آرارات در کردستان ترکیه صورت گرفت.
این کشتار در شمال شهر ارچیش کنار دریاچه وان رخ داده‌است. عملیات توسط لشکر سوم نیروی زمینی ترکیه به فرماندهی سرلشکر صالح عمرتک و به دستور مستقیم عصمت اینونو، نخست‌وزیر وقت ترکیه انجام شد. تعداد کشته‌ها در این کشتار ۱۵۰۰۰ نفر می‌باشد. البته به گفته یکی از مقامات رسمی دولت ترکیه تعداد کشته‌ها ۴۷ هزار نفر می‌باشد. هرچند شاهدان عینی تعداد کشته‌ها را بیش از ۸۰ هزار نفر می‌دانند.

## زمینه کشتار
پس از شورش شیخ سعید، در ۸ سپتامبر ۱۹۲۵ شورای اصلاحات در شرق ترکیه توسط مصطفی کمال آتاتورک تأسیس شد.این شورا گزارش‌ها برای اصلاحات در شرق را تهیه می‌کرد که مقررات ویژه اداری برای مناطق شرق را فراهم و سیستم بازرس کل را معرفی می‌کرد. این طرح سران و رهبران مذهبی کرد را مجبور به جابجایی در مناطق دیگر ترکیه کرد. در ۱۷ ژوئیه ۱۹۲۷ با قانون انتقال برخی از مردم کرد از مناطق شرقی به استان‌های غربی تبعید شدند.
در ۵ اکتبر ۱۹۲۷ سازمان ملی‌گرایی کرد خویبون توسط اعضای سابق سایر سازمان‌های ملی‌گرای کرد مانند جمعیت تعالی کردستان، فرقه ملی کرد و جمعیت استقلال کرد در لبنان تأسیس شد. خویبون به رهبری جلادت بدرخان، کامران علی بدرخان، اکرم جمیل پاشا و ممدوح سلیم تصمیم گرفت احسان نوری پاشا افسر سابق ارتش عثمانی و ترکیه را به ژنرالی ارتقا داده و او را به ارزروم اعزام کردند. او به همراه ۲۰ نفر روزنامه‌ای به نام اگری منتشر و در ۸ اکتبر ۱۹۲۷ استقلال جمهوری آرارات را اعلام کردند. همچنین در اکتبر ۱۹۲۷ خویبون بروی حسکی تلو را که یکی از سرداران ایل جلالی بود را به عنوان فرماندار استان آگری منصوب کرد.

## جلسه کابینه
در ۹ مه ۱۹۲۸ دولت ترکیه یک قانون بخشودگی تصویب کرد. عفو به همه کردهای مخالف که مایل به تسلیم شدن در دولت کمالیست بودند، ارائه شد و ملی گرایان کرد از زندان آزاد شدند. با این حال تلاش‌های دولت ترکیه برای آغاز مذاکرات انجام نشد. دولت ترکیه سپس تصمیم گرفت که مستقیماً با احسان نوری پاشا مذاکره کند، اما این تلاش نیز بیهوده بود.
در ۲۹ دسامبر رئیس‌جمهور ترکیه مصطفی کمال آتاترک جلسه کابینه را با حضور رئیس ستاد کل ارتش و بازرس کل برگزار کرد. در ژوئن ۱۹۳۰ تصمیمی اتخاذ شد برای شروع یک عملیات نظامی علیه شورش آرارات

## شروع کشتار
ارتش ترکیه در تاریخ ۸ ژوئیه ۱۹۳۰ از دولشکر نظامی و ۸۰ هواپیما جنگی برای عملیات کشتار استفاده کرد. به‌طور کلی تاریخ وقوع این کشتار ۱۳ ژوئیه ۱۹۳۰ در نظر گرفته شده، اما یوسف مظهر، که خبرنگار ویژه روزنامه جمهوریت (پرخواننده‌ترین روزنامه ترکیه در دهه‌های ۱۹۳۰–۱۹۴۰) بود، درتاریخ ۱۲ ژوئیه ۱۹۳۰ از طریق تلفن گزارش داد پاکسازی شهرستان ارچیش، کوه سیپان و دره زیلان به‌طور کامل انجام شد.
براساس گفته‌های روزنامه جمهوریت درتاریخ ۱۶ ژوئیه ۱۹۳۰، حدود ۱۵۰۰۰ نفر کشته شدند و رودخانه زیلان پر از اجساد شد.